# Wiktorowo (powiat przasnyski)
Wiktorowo – wieś w Polsce położona w województwie mazowieckim, w powiecie przasnyskim, w gminie Krzynowłoga Mała.
Administracyjnie na terenie wsi utworzono dwa sołectwa Wiktorowo Wieś i Wiktorowo Kolonia.
W latach 1975–1998 miejscowość należała administracyjnie do województwa ostrołęckiego.